# Emmanuel Hoog
Pour les articles homonymes, voir Hoog.
 (janvier 2024).
 (janvier 2024).
Si vous disposez d'ouvrages ou d'articles de référence ou si vous connaissez des sites web de qualité traitant du thème abordé ici, merci de compléter l'article en donnant les références utiles à sa vérifiabilité et en les liant à la section « Notes et références ».
 (janvier 2024).
Emmanuel Hoog, né le 15 septembre 1962 dans le 15e arrondissement de Paris, est un haut fonctionnaire français. Il est actuellement Directeur général des Nouvelles Éditions indépendantes depuis mai 2019. Il a été président-directeur général de l'Agence France-Presse de 2010 à 2018 et président-directeur général de l'Institut national de l'audiovisuel (INA), de février 2001 à mai 2010.

## Biographie

### Origines et formation
Emmanuel Hoog est le fils de deux conservateurs des Musées nationaux, Michel Hoog, en poste au Musée national d'art moderne et à l'Orangerie et professeur d'histoire de l'art au Louvre, et Simone Hoog, chargée des sculptures du château de Versaillespendant trente ans.
Ancien élève de l'École privée Saint-Jean-de-Béthune (aujourd'hui Saint-Jean-Hulst) à Versailles, puis diplômé de l’Institut d’études politiques de Paris, il intègre l'École nationale d'administration (ENA) en 1986 (promotion Michel de Montaigne).
Au cours de son stage dans la Haute-Loire, il crée avec Thierry Consigny le Festival de poésie du Haut-Allier à Saint-Arcons-d'Allier qui accueille Laurent Terzieff, Léo Ferré et Juliette Gréco.

### Débuts professionnels
À sa sortie de l’ENA en 1988, il entre au ministère de la Culture et de la communication en tant que chef du bureau des affaires budgétaires et financières. Jack Lang le nomme responsable des manifestations du centenaire de la mort d'Arthur Rimbaud en 1991. L'année suivante, il est nommé administrateur du théâtre de l'Odéon et rapporteur adjoint de la mission pour la création de l'Institut national d'histoire de l'art.
Lorsque Giorgio Strehler abandonne la tête de son Piccolo Teatro à Milan en 1996, Jack Lang en prend la direction et choisit Emmanuel Hoog comme directeur délégué début 1997.
Il quitte rapidement Milan pour devenir conseiller chargé de la culture et des médias auprès de Laurent Fabius, d’abord à la présidence de l’Assemblée nationale entre 1997 et 2000, puis au ministère de l’Économie, des Finances et de l’Industrie jusqu'en 2001. Au Palais-Bourbon, il organise le 150e anniversaire de l'abolition de l'esclavage, puis le 100e anniversaire de « J'accuse…! ». À Bercy, il est chargé des dossiers de l'audiovisuel et de la culture.
En 1999, aux côtés de Jack Lang, il lance le Printemps des Poètes, qu'il anime avec André Velter durant ses trois premières éditions.

### À la tête de l’INA
Le 15 février 2001, Emmanuel Hoog succède à Francis Beck comme président-directeur général de l'Institut national de l'audiovisuel (INA). Son mandat est renouvelé le 10 janvier 2002 pour cinq ans et le 4 janvier 2007.
Dès son arrivée, il recentre les activités de l’établissement sur ses archives audiovisuelles, et met en place un plan de sauvegarde par la numérisation de 835 000 heures de programmes (télévision et radio), dont plus de 600 000 ont déjà été réalisées en septembre 2009. Une partie de ces fonds est mise à la disposition du grand public sur le site ina.fr. Au premier semestre 2009, le site reçoit million de visiteurs par mois . Possibilité est donnée aussi aux professionnels du monde entier de visionner et d’acheter des archives en ligne via le site Inamediapro, lancé en 2004. En 2007, la cession d’archives a généré un chiffre d'affaires de 26,4 millions d’euros à l’INA.
Dans un second temps, Emmanuel Hoog met l’accent sur le développement de l’offre de formation de l’entreprise, en lançant notamment le 7 octobre 2007 l’école INA’ Sup, qui accueille des étudiants dans deux filières master. Sur ces bases, un projet de pôle d’enseignement et de recherche consacré aux sciences et aux métiers de l’image est en train d’être mis en place dans l’Est parisien, dans le cadre du grand Paris.
l'INA s'inscrit dans une perspective internationale : de 2002 à 2006, Emmanuel Hoog est président de la Fédération internationale des archives de télévision (FIAT/IFTA), qui regroupe près de 180 institutions d'archivage dans 70 pays. En octobre 2004, à Paris, il fait adopter par la 27e conférence annuelle de la Fédération l'Appel international pour la sauvegarde des archives audiovisuelles. Par ailleurs, il convainc l'UNESCO de faire du 27 octobre de chaque année la Journée mondiale du patrimoine audiovisuel. Il met en œuvre à partir de 2002 un plan de numérisation des programmes de la télévision afghane et participe au projet de création d'un centre des archives au Cambodge. De 2008 à 2010, Emmanuel Hoog est aussi Président de la Conférence permanente de l'audiovisuel méditerranéen (COPEAM) et membre du Conseil culturel de l'Union pour la Méditerranée[source secondaire nécessaire].
En septembre 2009, il publie un essai intitulé Mémoire année zéro, récompensé par le Prix des députés[source secondaire nécessaire]. Dans cet ouvrage, il pose la question de la mémoire collective face au risque de saturation à l'heure de la société de l'information et prône une politique nationale mémorielle forte et moderne. Par ailleurs, il propose la création d'un habeas corpus numérique afin de garantir à chaque utilisateur un véritable contrôle sur ses données, et un droit à l'intimité.
Il est élu le 15 avril 2010 à la tête de l'Agence France-Presse (AFP), par 12 voix sur 15. Son mandat de P-DG de l'INA prend alors fin le 14 mai 2010. Resté en poste plus de neuf ans, il détient un record de longévité à la tête de l'Institut.[source secondaire nécessaire]
Quelques mois après son départ, il publie un livre sur l'histoire de la télévision, La télé, une histoire en direct (Découvertes Gallimard, septembre 2010).

### À la tête de l'AFP
Lorsqu’Emmanuel Hoog prend la présidence de l’AFP le 15 avril 2010, l’actualité de l’agence est dominée par la question de la réforme de son statut, défini par la loi du 10 janvier 1957. Alors que son prédécesseur, Pierre Louette, défendait le projet de transformer l’AFP en une société à capital public, Emmanuel Hoog se déclare bientôt défavorable à cette option : « Si [le capital] est privé, on craint une privatisation. S’il est public, une étatisation. Je préfère laisser ce sujet de côté. » En revanche, il est partisan d’une profonde réforme de la gouvernance de l’entreprise. Il propose ainsi d’allonger le mandat du président (de trois ans à cinq ans) et de modifier la composition du conseil d’administration de l’agence, aujourd’hui dominé par les représentants de la presse qui sont en même temps ses propres clients. Enfin, il souhaite clarifier les relations entre l’AFP et l’État, par le biais d’une contractualisation définissant les missions d’intérêt général remplies par l’Agence et les financements publics qui leur sont alloués,.
Face à la crise de la presse écrite et aux mutations traversant le monde des médias, Emmanuel Hoog prend décide de faire évoluer le modèle économique de l’agence. À la rentrée 2010, il annonce ainsi le lancement d’un plan visant à tripler la production vidéo sur deux ans. À partir du 15 septembre, l’AFP devient la première agence d’information au monde à proposer ses vidéos en haute définition. Emmanuel Hoog s’attache également à développer la présence de l’agence sur Internet et sur les terminaux mobiles : en novembre 2010, il lance une page AFP sur Facebook, tout en créant un nouveau poste de « coordinateur des réseaux sociaux ». Il défend également la nécessaire présence de l’Agence sur Internet, à l’instar d’Associated Press ou de Reuters, afin de développer la notoriété de la marque AFP,.
Autre chantier : le développement de l’agence à l’étranger. Emmanuel Hoog souhaite notamment renforcer sa présence en Afrique ainsi que développer le fil d’informations en langue arabe et a lancé un « plan Brésil » et un « plan Inde » pour conquérir ces nouveaux marchés,. À l'issue de son premier mandat de trois ans, l'international représente 55 % du chiffre d'affaires de l'agence.
Le 16 décembre 2010, il présente au comité d’entreprise un plan stratégique sur dix ans, identifiant quatorze chantiers prioritaires et quatre « espaces à réinventer, à reconquérir » : la marque AFP, la vidéo, la mobilité et Internet. Pour financer ce développement, le budget annuel adopté le 27 janvier 2011 prévoit des investissements pour un total de 24,7 millions d’euros, en hausse de 50 % par rapport à 2010.
Le 4 avril 2013, le conseil d'administration de l'AFP le reconduit dans ses fonctions pour un deuxième mandat de trois ans, par 13 voix sur 15 (les deux administrateurs restants s'étant abstenus),. Faisant noter que l'AFP a connu huit présidents en 25 ans, contre deux pour Reuters, un signe d'instabilité selon lui, Emmanuel Hoog propose de rallonger la durée du mandat de Président-directeur général, la faisant passer de trois à cinq ans. La mesure devient effective avec le changement de statut de l'AFP lors du passage de la loi Françaix du 17 avril 2015,. Dans le cadre de son second mandat, Emmanuel Hoog veut affermir la situation de monopole de l'AFP sur le territoire national, afin que l'agence reste « le partenaire indispensable des médias français». L'association Acrimed note par ailleurs que le bilan de son premier mandat, qu'elle juge contestable, fait état d'une « réduction du maillage de la couverture française », une mesure désavouée par le personnel de l'AFP.
Sous sa présidence, l'AFP est condamnée en 2017 pour « discrimination syndicale » à l'encontre de la CGT.
En avril 2018, alors qu’il avait décidé de briguer un troisième mandat de cinq ans au poste de P-DG de l’AFP, il annonce qu’il retire sa candidature et ne se présentera donc pas à l’élection du futur P-DG. Il explique sa décision par le fait que son projet « ne recueillait pas les soutiens nécessaires et indispensables de l'État ». Cette décision surprend l’ensemble des acteurs et dès lors, seul candidat en liste, Fabrice Fries est élu à la succession d’Emmanuel Hoog,. Challenges rapporte que « selon l’un des administrateurs de l’AFP, l’État a lâché Emmanuel Hoog à cause de son bilan financier ».

### Médiation sur les droits musicaux en ligne
En janvier 2010, alors qu’il est encore P-DG de l’INA, Emmanuel Hoog se voit confier par le Ministre de la Culture Frédéric Mitterrand une mission de médiation sur la gestion des droits musicaux en ligne. Après un an de concertation avec les différents acteurs de la filière musicale, cette mission aboutit le 17 janvier 2011 à la signature d’un accord portant sur « 13 engagements pour la musique en ligne », dont le suivi a été confié à l’Hadopi,.

### Régulation de l'information
Fin août 2018, Emmanuel Hoog est nommé ambassadeur pour le numérique en conseil des ministres sur proposition d'Emmanuel Macron, Président de la République. Sa feuille de route consistera à « lutter contre les fake news, contrôler les réseaux sociaux, élaborer et défendre les lignes françaises dans la régulation de l’Internet mondial ». Le Canard enchaîné suggère que cette nomination récompenserait sa docilité lors du non renouvellement de son mandat de PDG de l'AFP.[source insuffisante]
Le 9 octobre 2018, la ministre de la Culture Françoise Nyssen annonce confier à Emmanuel Hoog une mission chargée d'aboutir à une proposition opérationnelle de création d'un conseil de déontologie de la presse. « Cette mission est guidée par une conviction profonde : le premier rempart contre la désinformation et la manipulation de l’information reste les médias et les journalistes. ». Il fait suite au « rapport visant à renforcer la lutte contre le racisme et l'antisémitisme sur internet », corédigé par Laetitia Avia, visant « à répondre à la prolifération des contenus haineux sur Internet par des solutions opérationnelles, concrètes, immédiatement applicables et conformes à la liberté d'expression. », rendu le 20 septembre au Premier Ministre.[source secondaire nécessaire]
Le 27 mars 2019, le rapport « Confiance et liberté - Vers la création d'une instance d'autorégulation et de médiation de l'information » est rendu au ministre de la Culture Franck Riester[source secondaire nécessaire].

### Direction des Nouvelles éditions Indépendantes
En décembre 2019, Emmanuel Hoog devient le directeur général des Nouvelles éditions Indépendantes, qui comprend notamment Radio Nova, succédant ainsi à Bernard Zekri. En 2021, dans un contexte de chute accrue des ventes, le groupe dirigé par Emmanuel Hoog, voit partir une grande partie de sa direction. Cette vague de départs intervient six mois après la mensualisation des Inrockuptibles censé relancer le journal mais qui n'a pas rencontré son public. Selon Le Canard enchaîné, ce changement de poste s'est déroulé dans un contexte de chute accrue des ventes avec moins de 6 000 exemplaires par mois et alors que l'audience du site Internet n'est plus mesurée par l'Alliance pour les chiffres de la presse et des médias.

## Autres activités
- Président de la Fondation AFP[49] (2010-2018).
- Administrateur de la Fondation Thomson (depuis 2006)[réf. nécessaire].
- Membre du Conseil de la création artistique (2008-2010).[réf. nécessaire]
- Membre de la commission Tessier sur la numérisation du patrimoine écrit (2009-2010).[réf. nécessaire]
- Membre du « High Level Expert Group on Digital Libraries » présidé par Viviane Reding, commissaire européen (2006-2010).[réf. nécessaire]
- Membre du Conseil scientifique de l’Université Sorbonne-Nouvelle (depuis 2008).[réf. nécessaire]
- Administrateur de l’EHESS (depuis 2005).[réf. nécessaire]
- Administrateur-Fondateur de Cap Digital (2006-2010).[réf. nécessaire]
- Président de l’IFC (Institut français de la communication) (2005-2010).[réf. nécessaire]
- Membre du conseil de surveillance d’Arte France (2001-2010).[réf. nécessaire]
- Président du Comité d'histoire de la télévision (2008-2011).[réf. nécessaire]
- Vice-Président du Comité d’Histoire de la Radiodiffusion (depuis 2001).[réf. nécessaire]
- Trésorier du Festival d'automne à Paris (depuis 2001).[réf. nécessaire]
- Président de la Maison de la poésie à Paris (2006-2012).[réf. nécessaire]
- Contribution à l'émission Ça rime à quoi sur France Culture (2008-2009).[réf. nécessaire]
- Administrateur de la BNF (juillet 2016).[réf. nécessaire]

## Vie privée
Emmanuel Hoog est marié depuis novembre 2010 à Véronique Vincent, ancienne commandante de bord du groupe Air France-KLM.[réf. nécessaire]

## Décorations
- Officier de la Légion d'honneur Il est fait chevalier le 10 avril 2009[50], puis est promu officier le 31 décembre 2019[51]..
- Officier de l'ordre des Arts et des Lettres
- Officier de l'ordre national du Mérite Il est fait chevalier le 14 novembre 2005[52], puis est promu officier le 14 novembre 2013[53].

## Publications
- Le Marché de l'art (avec Michel Hoog), coll. « Que sais-je ? », Presses universitaires de France, 1991.
- L'INA, coll. « Que sais-je ? », Presses universitaires de France, 2006.
- Mémoire année zéro, Le Seuil, 2009.
- La télé. Une histoire en direct, éditions Gallimard, coll. « Découvertes Gallimard/Culture et société » (no 565), 2010.